# Glicopèptid

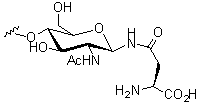
Estructura del glicopèptid GlcNAc-β-Asn

Els glicopèptids o glucopèptids (en anglès, glycopeptides) són pèptids que consten de grups carbohidrat (glicans) units covalentment a residus de cadenes d'aminoàcids que constitueixen el pèptid. Les glicoproteïnes tenen un paper clau en la biologia, per exemple en la fecundació, el sistema immunitari, el desenvolupament del cervell, el sistema endocrí i la inflamació. La síntesi química de glicopèptids proporciona als investigadors sistemes per elucidar la funció dels glicans en la natura i la seva aplicació en productes terapèutics. Algunes d'aquestes molècules són usades en medicina per les seues propietats antimicrobianes (antibiòtics glicopèptids) o antitumorals (bleomicina).